# Escut de l'Índia

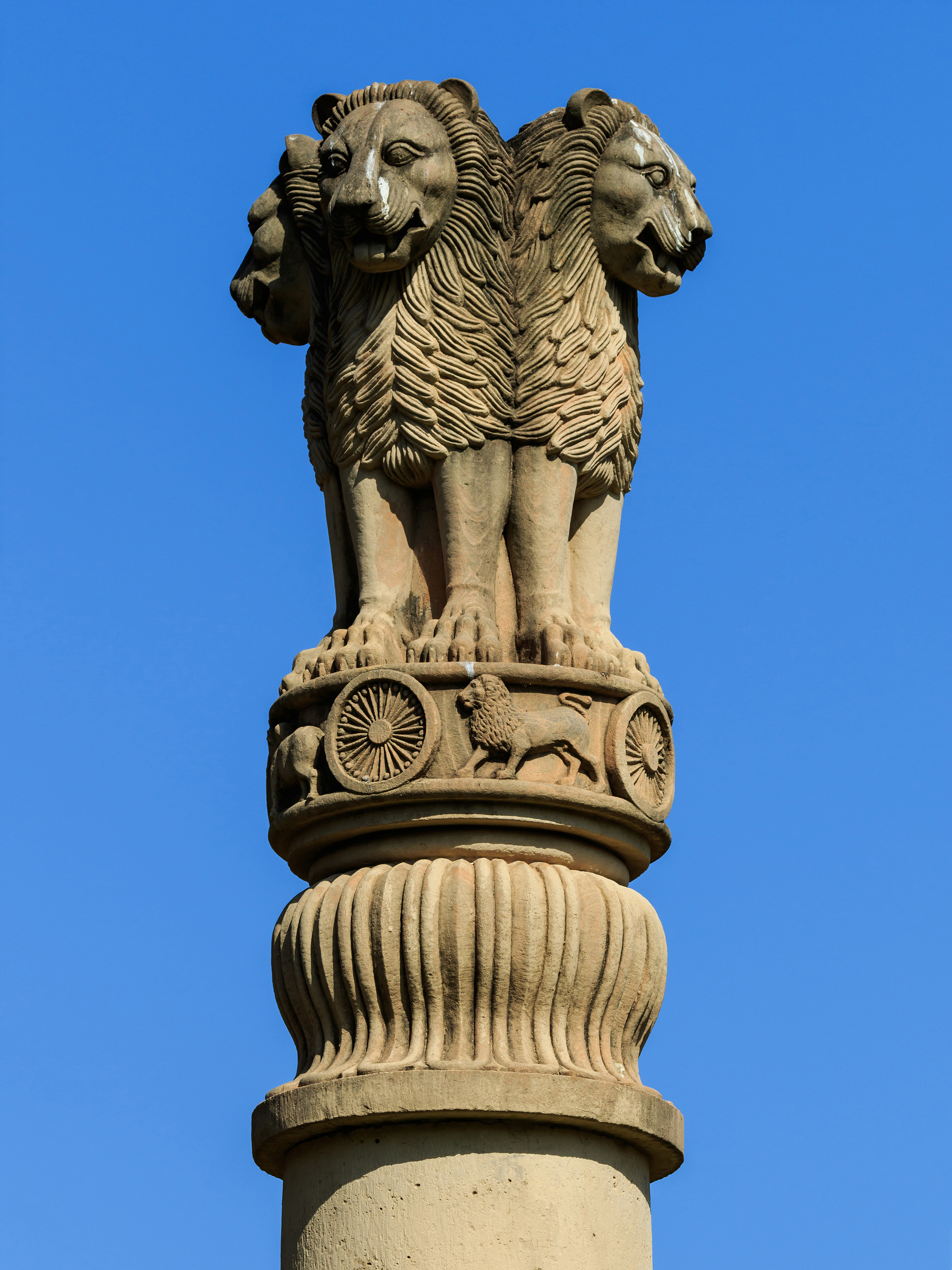
Columna amb els lleons de l'escut de l'Índia, al parc Kamala Nehru de Bombai

L'escut de l'Índia és un emblema que adapta el Capitell dels Lleons d'Aixoka de Sarnath.
L'emperador Aixoka el Gran va erigir el capitell damunt un pilar per assenyalar el lloc on Gautama Buda va predicar per primer cop el dharma i on es va fundar la Sangha budista. En l'original hi ha quatre lleons asiàtics, donant-se l'esquena l'un a l'altre, drets damunt un àbac circular amb un fris amb escultures en alt relleu d'un elefant, un cavall galopant, un bou i un lleó separats per rodes d'Aixoka (dharmachakra), tot plegat damunt una flor de lotus en forma de campana. Fou tallat en un bloc de marès polit.
La versió usada com a emblema de l'Índia no inclou el quart lleó (ja que queda al darrere, amagat de la vista) ni la flor de lotus campaniforme inferior. El fris de sota els lleons apareix amb un dharmachakra al centre, el bou a la dreta i el cavall a l'esquerra i el perfil de dues rodes més als extrems dret i esquerre.
Forma part de l'emblema el lema inscrit sota l'àbac en alfabet devanagari: सत्यमेव जयते (Satyamēva Jayatē, 'Només triomfa la veritat'), una citació extreta de l'Upanixad Mundaka, la part final dels Vedes sagrats de l'hinduisme.
Fou adoptat com a Emblema Estatal de l'Índia el 26 de gener de 1950, el mateix dia que l'Índia esdevenia una república. És usat com a símbol oficial del Govern, als passaports, a les representacions diplomàtiques a l'estranger i a les monedes i bitllets de banc. La roda d'Aixoka de la base apareix també al centre de la bandera de l'Índia.